# Robert Chodat
Prof. Robert Hippolyte Chodat (1865 - 1934 ) fue un farmacéutico botánico, algólogo, profesor suizo, registrado  en IPNI, como descubridor de nuevas especies para la ciencia.

## Biografía
En 1914, realizó un viaje de exploración botánica en Paraguay (Región Oriental) con Emil Hassler.
Fue profesor de botánica, y Director del Instituto de Botánica de la Universidad de Ginebra
En 1933 recibe uno de los galardones más trascendentes de la ciencia botánica: la medalla linneana.
En conjunto con Emil Hassler (1864-1937) publican la obra Plantae Hasslerianae.

## Otras publicaciones
- Diatomées fossiles du Japon : Espèces marines & nouvelles des calcaires argileux de Sendaï & de Yedo con Jacques & T. Tempère 1889

- Monographia Polygalacearum, vol. 1 1891, vol. 2 1893

- Algues vertes de la Suisse : Pleurococcoïdes - Chroolépoïdes 1902

- Principes de Botanique 1907

- Etude Critique et Experimentale sur le Polymorphisme des Algues, 1909

- La Végétation du Paraguay. Résultats Scientifiques d'une Mission Botanique Suisse au Paraguay, con Wilhelm Vischer

- Monographies d'algues en culture pure 1913

- La biologie des plantes: Les plantes aquatiques, 1917

- La Myrmécophilie des Cordia de la section Gerascanthus. Bull. Soc. Botanique de Geneve 12: 172–200. 1921

## Honores
- Dr. honoris causa Universidad de Victoria (Mánchester, Liverpool, Leeds), Bruselas, Cambridge, ETH Zúrich

### Epónimos
- Bidens chodatii Hassl., 1913
- Calea chodatii Hassl., 1915, nom. nov.
- Cleome chodatiana Iltis, 1959, nom. nov.
- Delphinium chodatii Oppenh., 1936
- Draba chodatii O.E.Schulz, 1927
- Ipomoea chodatiana O'Donell, 1950, nom. nov.
- Croton chodatii (Croizat) P.E.Berry, 2007
- Mimosa chodatii Hassl., 1910
- Moutabea chodatiana Huber, 1902
- Oxypetalum chodatianum Malme, 1901
- Dolichandra chodatii (Hassl.) L.G.Lohmann, 2010
- Tristerix chodatianus (Patsch.) Kuijt, 1988
- Quararibea chodatii Vischer, 1920
- Silene chodatii Bocquet, 1967